# Szamosfalva

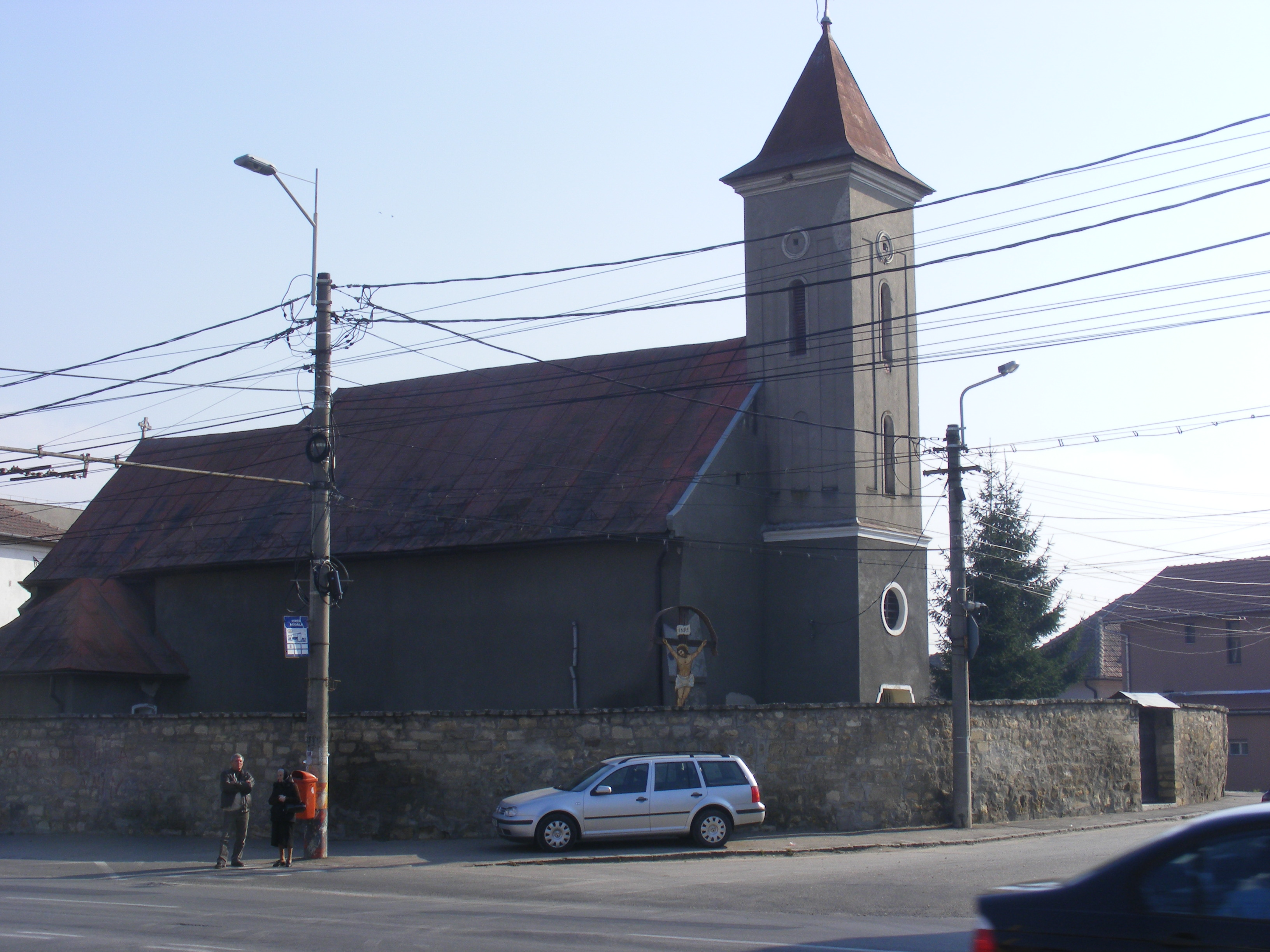
A római-katolikus templom.

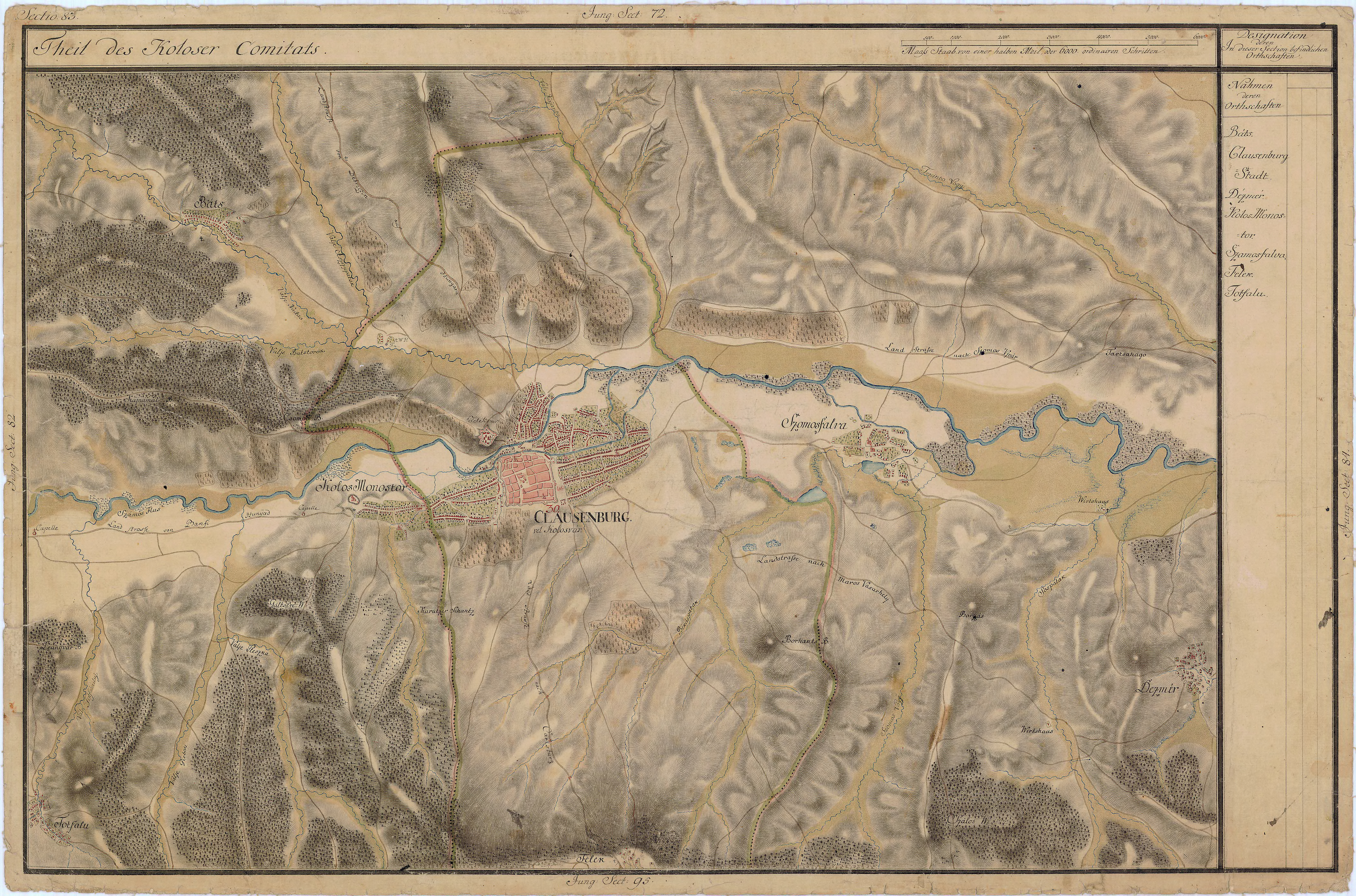
Szamosfalva az 1769-1773 között készült jozefiniánus térképen

Szamosfalva (románul Someșeni, németül Mikelsdorf) Kolozsvár városrésze, hajdan önálló település. Itt található a város nemzetközi repülőtere.

## Fekvése
Kolozsvár keleti részén, a Mezőségre vezető út mentén fekszik. Mellette torkollik a Békás patak a Kis-Szamosba. Megközelíthető a 36-os autóbusszal, illetve vasúton a Kolozsvár-Dés vasútvonalon.

## Története és lakossága
A településen a gepidák jelenlétére utaló ékszereket, illetve a szilágynagyfalui kurgánokkal rokonítható, a szlávokhoz köthető tumulusokat tártak fel. A név első említése 1280-ból maradt fenn. Nevének változatai: Zomus (1332), Sommusfalva (1345), Zamusfalva (1391), Zamosfalva (1546). 1342-ben már plébániatemploma volt. Birtokosa a Kalota nemzetség volt, melynek leszármazottjai a szamosfalvi Mikola, a kiskapusi és gyerővásárhelyi Gyerőfy, a magyargyerőmonostori Kabos és Radó, illetve a Kemény család. A Mikola családnak erődített kastélya volt a faluban.
A 17. századtól kezdve a földesurak románokat telepítettek a háborúk és járványok által sújtott magyar lakosság pótlására. 1850-ben 927 lakosából 672 román, 179 magyar volt; felekezeti megoszlás szerint 672 ortodox, 183 református, 59 római katolikus, 7 izraelita, 3 evangélikus, 3 unitárius. 1910-re (Kolozsvár közelségének hatására) a lakosság száma 1925 főre emelkedett, amelyből 1324 román, 488 magyar volt; felekezetük szerint 764 ortodox, 434 görögkatolikus, 291 református, 103 római katolikus, 17 izraelita, 2 evangélikus és 2 unitárius.
A történelem folyamán többször került sor csapatok összevonására illetve ütközetre a település mellett. 1601-ben Báthory Zsigmond itt gyűjtötte össze hadait a goroszlói csata előtt. 1660. májusban itt táborozott II. Rákóczi György fejedelem a törökökkel való ütközetre készülve és itt írta meg végrendeletét. 1704. februárban a kurucok Szamosfalva irányából támadták a várost. Az 1848. november 16-i szamosfalvi csata a 15. huszárezred és Karl von Urban serege között, amely a huszárok meghátrálásával végződött, Kolozsvár feladását eredményezte.
A 19. században a Jósika családnak a településtől délre volt birtoka; 1923-ban ide épült a száz hektárnál nagyobb területű laktanya. 1922-ben nyílt meg a repülőtér. Az 1960-as években Szamosfalván hozták létre a Kolozsvár környéki három nagy mezőgazdasági termelőszövetkezet egyikét. 1968. februárban Szamosfalvát Kolozsvárhoz csatolták.
A második világháború során a repülőtéren a Magyar Királyi Honvéd Légierő számos alakulata állomásozott, számos más típus mellett Ju-87 "Stuka" csatarepülőgépek, Re.2000 "Héja" vadászgépek és a 2. hadsereg futárrepülő alakulata. A magyar katonai repüléstörténet számos hőse szolgált itt, így pl. Schwager János ezredes, Lévay Győző őrnagy ("Szőr Atya"), vitéz Pottyondi László százados, Cserny Miklós ("Lapos") és Tobak Tibor ("Cica) hadnagyok.

## Látnivalók
- Szent Erzsébet tiszteletére emelt félkör apszisú temploma a 13. század közepén épült; ennek nyomát a román stílusú déli ajtó őrzi. A 15.-16. század fordulóján lényegesen átépítették, és kőfallal kerítették; keresztboltozatos új szentélyét 1530-ban fejezték be. A szentély boltzárókövén illetve a hajó északi és déli falában levő síremlékeken a Mikola család címere látható. A templomot 1724-ben és 1806-ban felújították.[9]
- Az ortodox temetőben található Mária születése templom 1750-ben épült.[10][11]
- Református temploma 1909–1913 között épült. A szamosfalvi református gyülekezethez tartozik az 1999–2000 között emelt kölesföldi, illetve az 1992–1994 között épült szopori templomok közössége is.[12]
- A település nyugati felén található az 1849. október 19-én kivégzett Tamás András honvéd alezredes és Sándor László százados emlékoszlopa, amelyet 1896-ban állítottak a vesztőhely környékén. Az 1930-as évek végén az emlékmű felső részét ledöntötték.[13]
- A szamosfalvi kénes-sós fürdő egy hajdani mocsár helyén található, az 1920-as években építette ki Dominic Stanca orvos; 1932-ben már több mint 40 000 látogatója volt. A fürdő 1996-ban bezárt; 2010-ben elkezdték a korszerűsítés engedélyeztetését.[14]